# Kees Hund
Kees Hund (Amsterdam, 9 november 1943 – Amsterdam, 16 november 2017) was een Nederlands landschapsarchitect.
Hij was zoon van kunstenaarsechtpaar Cor Hund en Willy Hund-Smit, dat een aantal jaren aan de Plantage Parklaan 2 woonde. Hij trouwde in 1969 met Anna Catharina (Anneke) Visser (1941-2000). Het echtpaar ligt begraven op Zorgvlied. Zoon Floris Hund is architect.
Een jonge Hund reisde de stad af en raakte geïnspireerd door de vele overgangen tussen bebouwing en groene gebieden. Voorts was hij veel te vinden in Artis, gelegen aan de overzijde de Plantage Middenlaan. Hij werd daarin vaak meegenomen door zijn moeder die in de dierentuin lesgaf. Zijn moeder viel op dat hij niet alleen lette op de landschappen, maar ook de inrichting daarvan met extreme aandacht volgde, bijvoorbeeld het leggen van kabels etc. Hij zag in die dierentuin een voorbeeld van hoe cultivatie en wildgroei bij elkaar pasten. Hij zag echter in de loop der jaren het karakteristiek historische park ingeruild worden voor een economischer ingericht park.
Zijn persoonskaart van de Gemeente Amsterdam meldt dat hij enige tijd bekend stond als opzichter en tuinarchitect, deels werkzaam bij de Dienst der Publieke Werken afdeling Beplantingen en/of Gorenvoorziening. Hij was er collega van Egbert Mos. Hij werkte er vanaf 1972 al tijdens zijn studie aan de Rijks Hogere School voor Tuin- en Landschapsinrichting, te Boskoop, die hij afsloot met Schetsboek met ideeën voor de inrichting van het landschap tussen Muiden en Naarden. Dat schetsboek werd in 1979 onderscheiden met een eerste prijs door Commissie Studentenplan.  Hij werkte tussen 1982 en 1992 voor de Rijksdienst voor de IJsselmeerpolders (RIJP), met name voor de Zuidelijke IJsselmeerpolders. Na 1992 was hij zelfstandig landschapsarchitect. 
De landschapsarchitect woonde een tijd lang in een zelf ingerichte en ontworpen dijkwoning met zelf ingerichte tuin in Enkhuizen. Hij dacht daarbij iets nieuws te hebben gecreëerd, maar zag later dat huis en tuin toch veel overeenkomsten hadden met de Hortus Botanicus Amsterdam, ook om de hoek gelegen bij de ouderlijke woning. 
Hund is verantwoordelijk voor de inrichting van groen Almere en omstreken. Het Stadslandgoed, Vroege Vogelbos, Den Uylpark, Oostvaardersplassen-West, Stadslandgoed de Kemphaan en het Bos der Onverzettelijken zijn in beginsel van zijn hand. Ook de groene inrichting langs Rijksweg 6 tussen Hollandse Brug tot Lemmer kwam door zijn medewerking tot stand. Zijn werklijst in Flevoland is zeer uitgebreid met landschapsinrichting, ontwerpen van ecologische verbindingszones (ecolinten) langs dijken en vaarten. Ook werkte hij deels aan De Groene Kathedraal samen met Marinus Boezem. Af en toe volgde een uitstapje naar de Noordoostpolder met ontwerpen bij Urk (fietspad), Schokland-Nagele en noordrand van het Ketelmeer.
Andere gemeenten die van zijn diensten gebruik maakten waren Lelystad (verzorgingstehuizen), Leiden (idem), Heemskerk.Ook in Castricum is werk van hem te vinden (Alberts Hoeve en Hendriksveld). In Amsterdam had hij de hand in de inrichting van de noordelijke oever van de Gaasperplas, rondom wijk Nellestein inclusief het bastion.
Hij ging in 2005 met pensioen maar was nog actief in "Genootschap tot behoud van het Levende Huis". Hund werd in maart 2017 door de gemeente Almere onderscheiden met de erepenning van die gemeente. Zijn archief werd overhandigd aan Batavialand.